# 24200 Peterbrooks
24200 Peterbrooks è un asteroide della fascia principale. Scoperto nel 1999, presenta un'orbita caratterizzata da un semiasse maggiore pari a 2,4202743 UA e da un'eccentricità di 0,1417326, inclinata di 6,17350° rispetto all'eclittica.